# Marbella Cup
Marbella Cup — товариський турнір з футболу, який проходить в іспанському Коста-дель-Соль. Через те, що турнір проводиться взимку, переважно в ньому беруть участь команди з Скандинавії, Східної Європи і з деяких країн Азії та Бразилія.

## Фінали
| Сезон | Переможець                 | Рахунок        | Фіналіст              | Місце             | Дата               |
| ----- | -------------------------- | -------------- | --------------------- | ----------------- | ------------------ |
| 2004  | «Боруссія» (Менхенгладбах) | 0:0 (3:2) пен. | «Боруссія» (Дортмунд) | Марбелья, Іспанія | 9 — 10 січня 2004  |
| 2011  | «Дніпро» (Дніпропетровськ) | 0:0 (6:5) пен. | «Полонія»             | Марбелья, Іспанія | 2 — 8 лютого 2011  |
| 2012  | «Рубін»                    | 2:1            | «Динамо» (Київ)       | Марбелья, Іспанія | 3 — 9 лютого 2012  |
| 2013  | «Атлетіку Паранаенсе»      | 1: 0           | «Динамо» (Бухарест)   | Марбелья, Іспанія | 4 — 10 лютого 2013 |